# Alacuppa
Alacuppa is een geslacht van weekdieren uit de klasse van de Gastropoda (slakken).

## Soort
- Alacuppa supracancellata (Schepman, 1913)